# Prima Divisione Gruppo A 2011-2012 (Emirati Arabi Uniti)
La UAE Division 1 Group A 2011-2012 è la 38ª edizione della seconda divisione nazionale per club degli Emirati Arabi Uniti.
Alla competizione prenderanno parte nuovamente 8 squadre le prime due vengono promosse in UAE Pro-League.

## Squadre
- Al-Uruba
- Masafi Club
- Al-Khaleej
- Fujairah
- Ittihad Kalba
- Dibba Al-Fujairah
- Al-Shaab
- Al Dhafra

## Classifica
|  | Pos. | Squadra           | Pt | G  | V  | N | P  | GF | GS | DR  |
|  | ---- | ----------------- | -- | -- | -- | - | -- | -- | -- | --- |
|  | 1.   | Ittihad Kalba     | 43 | 21 | 13 | 4 | 4  | 53 | 28 | +25 |
|  | 2.   | Dibba Al-Fujairah | 40 | 21 | 12 | 4 | 5  | 46 | 28 | +18 |
|  | 3.   | Al-Shaab          | 35 | 21 | 10 | 5 | 6  | 42 | 38 | +4  |
|  | 4.   | Al Dhafra         | 34 | 21 | 10 | 4 | 7  | 52 | 47 | +5  |
|  | 5.   | Al-Khaleej        | 27 | 21 | 7  | 6 | 8  | 35 | 33 | +2  |
|  | 6.   | Fujairah          | 26 | 21 | 6  | 8 | 7  | 33 | 30 | +3  |
|  | 7.   | Masafi Club       | 22 | 21 | 5  | 7 | 9  | 23 | 34 | -11 |
|  | 8.   | Al-Uruba          | 5  | 21 | 1  | 2 | 18 | 16 | 62 | -46 |

Legenda:

      Promosse in UAE Pro-League 2012-2013

 Qualificata ai play-off

Note:
Tre punti a vittoria, uno a pareggio, zero a sconfitta.